# Kamen Rider
Kamen Rider Series (Nhật: 仮面ライダーシリーズ Hepburn: Kamen Raidā Shirīzu), còn được gọi là Masked Rider Series (cho đến Decade và ngoại trừ Thái Lan), là một thương hiệu truyền thông siêu anh hùng của Nhật Bản bao gồm các chương trình truyền hình tokusatsu, phim ảnh, manga và anime, do họa sĩ manga Shotaro Ishinomori sáng tác. Phương tiện truyền thông Kamen Rider thường xoay quanh nhóm được định nghĩa gồm siêu anh hùng đi xe máy với chủ đề côn trùng chiến đấu với siêu ác nhân, thường được gọi là kaijin (怪人 lit. người lạ).
Loạt phim bắt đầu vào năm 1971 với loạt phim truyền hình Kamen Rider, theo chân sinh viên đại học Takeshi Hongo và hành trình đánh bại tổ chức Shocker đang chinh phạt thế giới. Loạt phim gốc đã tạo ra các phần tiếp theo trên truyền hình và phim điện ảnh và ra mắt Kaiju Boom thứ hai (còn được gọi là Henshin Boom) trên truyền hình Nhật Bản vào đầu những năm 1970, tác động đến thể loại siêu anh hùng và hành động phiêu lưu ở Nhật Bản.
Bandai sở hữu bản quyền đồ chơi Kamen Rider tại Nhật Bản và các khu vực Châu Á khác. Bandai Collectables, một công ty con của Bandai Namco, phân phối hàng hóa Kamen Rider tại Bắc Mỹ.

## Sơ lược về loạt phim
Mặc dù mỗi phần trong loạt phim đều khác nhau, chúng đều có các đặc điểm chung: tất cả đều tập trung vào việc một thanh niên (thường là một chàng trai trẻ) biến thân thành Kamen Rider để chiến đấu chống lại nhiều quái vật khác nhau và thỉnh thoảng đánh lẫn nhau. Một số quái vật còn làm việc cho tổ chức bắt Rider để thực hiện thí nghiệm. Như một chuỗi tiến trình, những Rider thường học hỏi để hiểu biết thêm về các quái vật, các Kamen Rider khác hay nguồn gốc về năng lượng của chính họ. Các Kamen Rider đời đầu thường có hình dạng như côn trùng, và các pha hành động của các Rider thường chỉ xuất hiện hai lần trong một cảnh. Thường là sự xuất hiện của các Rider máy móc đầu tiên và tiếp theo là những chiếc mô tô như là những phần không thể thiếu trong bộ phim. Các Rider cũng thường khoác khăn choàng cùng với bộ trang phục của họ, nhưng những yếu tố này đã được lược bỏ sau đó trong phần Kamen Rider BLACK.
Một nét tiêu biểu được chia sẻ giữa các Kamen Rider là khả năng biến đổi của họ để trở thành những hình dạng mạnh hơn. Lần nâng cấp năng lượng thứ nhất của các Rider sử dụng các khẩu hiệu như tên của các nhân vật. Đến phần Kamen Rider BLACK RX thì có nhiều dạng biến đổi phức tạp cho một Rider như Roborider và Biorider. Sau đó, mỗi cái tên của các Kamen Rider trong thời kỳ Heisei có thêm ít nhất một hình dạng, với Kamen Rider Kuuga thì có đến 11 hình dạng.
Tất cả các Rider thuộc thời kì Shōwa đạt các hình dạng thông qua vài dạng biến đổi về thể hình của họ. Tuyệt chiêu của các Rider thường chỉ được dùng một lần với các thế hệ Rider của Shōwa. Đến thế hệ Heisei thì các tuyệt chiêu trở nên đa dạng hơn. Ngoài ra, các Kamen Rider đời đầu thường chỉ hướng đến công bằng và hòa bình cho xã hội thì một số lượng lớn Kamen Rider thuộc thế hệ Heisei đã hướng đến các lý do riêng tư như sự tham lam ích kỉ, các mối thù riêng và sự thích thú của các trận chiến cá nhân. Từ nguyên nhân này, các Kamen Rider đã mất đi sự nhiệt huyết cho các cuộc chiến giành lấy sự công bằng cho mọi người.

## Lịch sử

Tất cả các Kamen Rider chính, từ Kamen Rider Ichigou đến Kamen Rider OOO, cùng với Kamen Rider New Den-O trong OOO, Den-O, All Riders: Let's Go Kamen Riders.

### Thời kỳ Chiêu Hòa(Shōwa)
Loạt phim Kamen Rider đầu tiên có tên là "Masked Hero Project", đạo diễn bởi Hirayama Toru, ông đã trải qua gần 5 năm làm việc để tìm hiểu và thiết kế các nhân vật cho bộ phim. Trong năm 1969, Nhà viết truyện manga Shotaro Ishinomori thuộc thể loại Tokusatsu đã hợp tác với Hirayama để viết kịch bản Skull Man manga cho loạt phim "Masked Hero Project". Sự khởi đầu của loạt phim đã bị các nhà phê bình kịch liệt về tính bạo lực cũng như không mang nội dung rõ ràng. Sau đó bộ phim đã được chỉnh sửa và thiết kế mới nhân vật đổi tên là "Kamen Rider", phim với sự xuất hiện của các siêu anh hùng thiết kế giống côn trùng và trở thành phiên bản đầu tiên của Kamen Rider.

Hình ảnh các Kamen Rider thời kì Chiêu Hòa cùng với Hongo Takeshi (Kamen Rider Ichigou).

Phần tiếp theo của Kamen Rider được phát hành vào 3 tháng 4 năm 1971 tiếp tục bị đánh giá thấp và đứng bên bờ vực bị hủy bỏ. Trong thời gian quay phim đến tập 10 của phần, diễn viên Fujioka Hiroshi đã bị tai nạn xe mô tô trong một pha mạo hiểm và gãy hai chân. Sau đó anh xuất hiện ngày càng ít cho đến tập 13, khi Sasaki Takeshi được đưa vào để thay thế. Đến tập 52 thì Fujioka Hiroshi quay lại vai diễn của mình, lúc này Sasaki Takeshi đã trở thành ngôi sao của loạt phim Kamen Rider 2, còn Fujioka Hiroshi một lần nữa được nhận vai chính trong tập 53 của loạt phim. Cả hai phần Kamen Rider 1 và 2 đã lần lượt xuất hiện trong thời kỳ Chiêu Hòa. Tiếp tục vào tháng 4 năm 1971 đến tháng 1 năm 1976, loạt phim phát triển với việc nâng cấp trang phục cho các nhân vật với các tính năng mới cũng như sức mạnh mới, điển hình là nhân vật Tachibana Tobei.
Sau 4 năm gián đoạn, bộ phim phát sóng trở lại trên TV vào tháng 10 năm 1979 trong thời gian 2 năm, vai Tachibana được thay thế với nhân vật mới là Tani Genjirō. Tiếp theo vào năm 1984, Kamen Rider ZX được phát hành kỷ niệm 10 năm của loạt phim với bộ phim mang tên "Kamen Riders All Together" và là bộ phim cuối cùng của đạo diễn Hirayama.
Kamen Rider BLACK xuất hiện như là loạt phim mới nối tiếp phiên bản tiền nhiệm. Kamen Rider BLACK tiếp tục được sản xuất với phần Kamen Rider BLACK RX và đây là Kamen Rider đầu tiên được Mĩ hóa. Đoạn cuối của BLACK RX được thể hiện với chi tiết sự quay lại của 10 Rider để giúp BLACK RX tiêu diệt đế chế Crisis Empire. Và đây là lần cuối các Rider thuộc thế hệ Shōwa xuất hiện. Kamen Rider BLACK RX đã trở thành show phim về Kamen Rider cuối cùng của Thời kì Shōwa. Và tại thời điểm này bắt đầu các bộ phim Kamen Rider thuộc thời kì Heisei.
Vắng mặt hoàn toàn trên TV vào năm 1990, Kamen Rider vẫn duy trì các chương trình biểu diễn chính và phát hành các đĩa DVD phần 7 của bộ phim mang tên Shin Kamen Rider: Prologue, Kamen Rider ZO và Kamen Rider J xuất bản vào năm 1992, 1993 và 1994. Các phần trên được các fan hâm mộ phân loại như là phần hay nhất của bộ phim thuộc thời kỳ Shōwa .

### Thời kỳ Bình Thành(Heisei)

#### Giai đoạn 1
Vào tháng 5 năm 1999, hãng phim Toei thông báo một dự án mới mang tên Kamen Rider Kuuga, dự án đã là một phần tái sinh của loạt phim với phần lớn công việc thuộc về nhà viết truyện Ishinomori từ năm 1997; dự án được hoạch định kỷ niệm lần thứ 30 của loạt phim. Tuy nhiên Ishinomori đã mất trước khi Kamen Rider Kuuga trở nên thành công. Trong năm 1999, phần Kamen Rider Kuuga được công khai trên tạp chí, quảng cáo và các buổi phát thanh. Vào 30 tháng 1 năm 2000, Kamen Rider được đánh giá cao qua các tập phim của phân thứ 2, Kamen Rider Agito với 3 Rider là Agito, Gills và G3. Tập phim Agito có phong cách mới với nhạc nền kết thúc cho các cảnh quay tột đỉnh thay vì danh sách tên các nhân vật và diễn viên như các phần trước đó.
Phần 3 của loạt phim trong thời kỳ Heisei là Kamen Rider Ryuki đã sử dụng ý tưởng nhóm 13 Rider, phần Ryuki đã tạo nên điểm mới cho loạt phim. Tuy nhiên kết quả lại thấp hơn sự mong đợi, nhưng bộ phim cũng đã tạo nên ý tưởng cho các phần tiếp theo của loạt phim. Ngoài ra Kamen Rider Ryuki còn có các sản phẩm vũ khí giáp mới làm nền cho phần tiếp theo là Kamen Rider 555 tiếp tục với các vũ khí giáp mạnh hơn và gọn nhẹ hơn.

Hình ảnh các Kamen Rider thời kì Bình Thành từ Kamen Rider Kuuga đến Kamen Rider Zi-O

Phần 5 và 6 của loạt phim thuộc thời kỳ Heisei đã gây tai tiếng cho bộ phim sau những vấn đề về cảnh quay. Kamen Rider Blade trở thành thất bại thứ hai của loạt phim Kamen Rider với hình ảnh các loại vũ khí và giáp nghèo nàn. Nói một chút về bộ phim, các Rider sử dụng các thẻ Undead để tạo nên các tuyệt chiêu với các mức năng lượng khác nhau, và số lượng thẻ thì càng lúc càng trở nên quá nhiều biến hình ảnh các Rider như là máy ATM. Trong tiến trình làm phim, người viết kịch bản chính và biên tập viên phác họa cho phim đã linh hoạt cho phép các cựu thành viên viết kịch bản cho những phần trước tham gia vào bộ phim này. Tuy nhiên, Kamen Rider Blade là một bộ phim có nội dung hoàn toàn chất lượng, là thứ mà không phải chỉ nghe đến tai tiếng mà phải xem phim mới hiểu được.Đến phần 6 là Kamen Rider Hibiki lại tiếp tục gây thất bại nhiều hơn và trở thành bộ phim gây tranh cãi nhiều nhất trong lịch sử của loạt phim, cũng như phần Blade, một dàn đạo diễn và đội ngũ viết kịch bản cũng được gọi vào thiết kế cho loạt cảnh. Tuy hai phần của bộ phim giới thiệu một nền mới với cái nhìn khác biệt, ngoài ra còn có các vũ khí và giáp mới nhưng chẳng đáp ứng được gì nhiều. Phần 5 và 6 đã phá vỡ mắt xích của loạt phim và trở thành một thất bại lớn. Đây là một bài học kinh nghiệm cho các series sau đó, nên không thể phủ nhận đóng góp của Hibiki và Blade.
Sau đó vào năm 2005, Kamen Rider: The First được ra mắt. Phần này của bộ phim pha trộn giữa manga và nguyên bản của loạt phim trên tivi. Các nhân vật đa dạng từ các phần trước của loạt phim được luân phiên thay đổi để xuất hiện vừa vặn trong thời gian của phim. Masay Kikawada tham diễn cho Hongo Takeshi/Kamen Rider 1 và Hassei Takano tham diễn cho Ichimonji Hayato/Kamen Rider 2, trước đó đã đóng vai Tezuka Miyuki/Kamen Rider Raia.
Trong năm 2006, phần 7 Kamen Rider Kabuto ra mắt và là bộ phim kỷ niệm lần thứ 35 của loạt phim trở thành show thứ nhất trong thời kỳ Heisei với tên thương mại là "Rider Kick". Bộ phim mang lại nhiều quy tắc kế thừa của Kamen Rider với thiết kế nhân vật mang dáng dấp côn trùng. Những nhân vật Rider chính như Kabuto, Gatack, TheBee, Sasword, Drake, Kick Hopper và Punch Hopper.
Trong năm 2007, Kamen Rider Den-O, loạt phim thứ 8 của Kamen Rider giới thiệu 1 Kamen Rider hoàn toàn thiếu tự tin. Loạt phim lần đầu tiên thể hiện kỹ thuật máy móc với loạt đạn xuyên thời gian. Phần 8 này chỉ có 2 Rider là Den-O và Zeronos, nhưng họ có nhiều dạng biến hình phức tạp được chuyển đổi qua lại giống với BLACK RX, Kuuga, và Agito. Song song với sự nổi tiếng của Den-O, phần tiếp theo được ra mắt vào năm 2008 với tên Kamen Rider Kiva tại các rạp chiếu bóng từ 12 tháng 4 năm 2008. Thêm vào đó, một phiên bản hoạt hình cũng được xuất bản thăm dò với tựa đề Imagin Anime mang phong cách biếm họa các nhân vật tương phản với Den-O và Zeronos. Ngoài ra còn có Kamen Rider: The Next được phát triển từ Kamen Rider: The First với nền tảng những sự kiện của Kamen Rider V3. Kazuki thể hiện với Kazami Shiro/Kamen Rider V3. Kikawada và Takano thể hiện lại với các vai Hongo trong Kamen Rider 1 và Ichimonji trong Kamen Rider 2. Trong năm 2008, Kamen Rider Kiva, phần thứ 9 của loạt phim được giới thiệu với chủ đề phim kinh dị và tận dụng công nghệ thứ hai Castle Doran và sự biến đổi đa dạng của Rider. Phần Kiva cũng có mối liên hệ về kiểu dáng và các pha mạo hiểm với Rider năm 1986, trong đó là hệ thống IXA.
Series năm 2009, Kamen Rider Decade, kỷ niệm 10 năm của Heisei Rider. Nghệ sĩ thu âm người Nhật Gackt đã trình diễn bài hát mở đầu của series, "Journey Through the Decade" và bài hát chủ đề của bộ phim ("The Next Decade") và nói đùa một cách thích thú khi đóng vai phản diện trong chương trình. Cũng được công bố vào năm 2009 là một bộ phim về Den-O thứ tư (sau này được tiết lộ là phần đầu của loạt phim Chō Den-O), bắt đầu với Chō Kamen Rider Den-O & Decade Neo Generations: The Onigashima Battle Ship. Trong số phát hành tháng 3 năm 2009 của tạp chí Kindai, ngôi sao thập kỷ Masahiro Inoue nói rằng bộ phim đã được lên kế hoạch chỉ trong 30 tập. Vào ngày 31 tháng 1 năm 2009, một chương trình truyền hình Tokusatsu đặc biệt dựa trên chương trình truyền hình SmaSTATION của nhóm nhạc nam Nhật Bản "SMAP" được sản xuất cùng với Toei Company, TV Asahi và Ishimori Productions, năm thứ 50 đặc biệt của TV Asahi được phát sóng cũng như hoạt động như một tác phẩm quảng cáo cho sê-ri Heisei Kamen Rider thứ 10, Kamen Rider Decade cùng với một rider mới,Kamen Rider G.

#### Giai đoạn 2
Tháng 5, tháng 6 và tháng 7 năm 2009 Toei đã quảng bá cho sự ra mắt của Kamen Rider W, người lần đầu tiên xuất hiện tại sự kiện Masked Rider Live kỷ niệm 10 năm và được giới thiệu trong Kamen Rider Decade: All Riders vs. Dai-Shocker. Các nhân viên của W cho biết họ dự định sẽ tạo ra Kamen Rider thêm 10 năm nữa, phân biệt các loạt phim tiếp theo từ giai đoạn Kuuga qua thập kỷ (bao gồm cả mùa phát sóng mới từ tháng 9 của một năm đến khoảng tháng 8 năm sau). Người anh hùng của Kamen Rider W là Kamen Rider đầu tiên biến đổi từ hai người cùng một lúc và bộ phim được công chiếu vào ngày 6 tháng 9 năm 2009. Tiếp tục vào năm 2010 với Kamen Rider × Kamen Rider W & Decade: Movie War 2010, W chạy từ tháng 9 2009 đến tháng 9 năm 2010 thay vì từ tháng 1 đến tháng 1. Các bộ phim thứ hai, thứ ba và thứ tư của loạt Chō Den-O, được gọi chung là Kamen Rider × Kamen Rider × Kamen Rider The Movie: Chō Den-O Trilogy, cũng được phát hành vào năm 2010. Cuối năm 2010 đã mang đến loạt phim Kamen Rider OOO đến truyền hình sau đêm chung kết của W, và năm 2011 đã quan sát kỷ niệm 40 năm nhượng quyền. Các lễ hội năm đó bao gồm nhóm thần tượng Kamen Rider Girls, bộ phim OOO, Den-O, All Riders: Let Go Kamen Riders (phát hành vào ngày 1 tháng 4) và người kế nhiệm của OOO, Kamen Rider Fourze tham chiếu các anh hùng trước đó trong tên các nhân vật và cốt truyện của nó. Một bộ phim chéo, Kamen Rider × Super Sentai: Super Hero Taisen, đã được phát hành vào năm 2012 với các anh hùng của tất cả các series Kamen Rider và Super Sentai tại thời điểm đó.
Khi Fourze hoàn thành vào năm 2012, Kamen Rider Wizard được công chiếu; nhân vật chính của nó là Kamen Rider đầu tiên sử dụng phép thuật. Ngoài ra, Wizard còn có nhân vật đồng tính luyến ái đầu tiên và thành viên diễn viên với Kaba-chan. Kamen Rider × Super Sentai × Space Sheriff: Super Hero Taisen Z, phần tiếp theo của Super Hero Taisen năm 2012 với các nhân vật Metal Hero hồi sinh từ Space Sheriff Gavan: The Movie và các nhân vật khác được tạo bởi Ishinomori Shotaro xuất hiện trong Kamen Rider × Kamen Rider Wizard & Fourze: Movie War Ultimatum, được phát hành năm 2013.
Vào ngày 20 tháng 5 năm 2013, Toei đã nộp đơn cho một số nhãn hiệu về cụm từ Kamen Rider Gaim (仮面ライダー鎧武 (ガイム) Kamen Raidā Gaimu) đã có thể xem trước vào ngày 25 tháng 7 năm 2013, tiết lộ một thời kỳ Sengoku và mô típ chủ đề trái cây cho loạt kỵ sĩ Kamen Riders và Gen Urobuchi của loạt phim với tư cách là nhà văn chính của bộ truyện. Phần thứ ba trong loạt phim Super Hero Taisen, Heisei Rider vs. Shōwa Rider: Kamen Rider Taisen feat. Super Sentai, đánh dấu kỷ niệm 15 năm Heisei Kamen Rider và xoay quanh cuộc xung đột giữa 15 Heisei Rider và 15 Showa Rider với Kamen Rider F15 cùng sự xuất hiện của ToQgers và Kyoryugers. Nó cũng đánh dấu sự khởi đầu của một Haruyasumi Gattai Supesharu hàng năm (春休み Spring, Spring Break Combined Special) liên quan đến mỗi năm Kamen Rider hợp tác với đội Super Sentai hiện tại trong một câu chuyện trong bộ phim Siêu anh hùng hiện tại. Gaim được tiếp nối vào năm 2014 bởi Kamen Rider Drive - Kamen Rider đầu tiên kể từ Kamen Rider Black RX sử dụng ô tô thay vì xe máy. Phần Super Hero Taisen thứ tư, Super Hero Taisen GP: Kamen Rider 3, đánh dấu lần xuất hiện trực tiếp đầu tiên của Kamen Rider 3 sau manga Shōwa Kamen Rider. Kamen Rider Ghost được giới thiệu vào năm 2015. Năm 2016, bộ Kamen Rider đã kỷ niệm 45 năm thành lập và Toei đã phát hành bộ phim Kamen Rider 1 vào ngày 26 tháng 3 năm 2016.
Vào năm 2017, Toei Company cho ra mắt Kamen Rider Amazons được phát triển từ Kamen Rider Amazon, tăm tối và nó không dành cho đối tượng là trẻ em nữa với sự xuất hiện của hai nhân vật chính Mizusawa Haruka (Kamen Rider Amazon Omega) 	 và Takayama Jin (Kamen Rider Amazon Alpha).
Kamen Rider Ex-Aid được giới thiệu vào năm 2016 và là bộ Rider đầu tiên có một nhân vật - Kujo Kiriya - henshin thành xe máy của Rider. Một bộ phim có tên Kamen Rider Heisei Generations: Dr. Pac-Man vs. Ex-Aid & Ghost with Legend Rider đã được công bố vào ngày 10 tháng 12 năm 2016, với nhân vật gốc của Bandai Namco Entertainment do Namco tạo ra trước khi sáp nhập với Bandai vào năm 2006, Pac-Man.
Sau tập cuối của Ex-Aid, Kamen Rider Build được công chiếu vào ngày 3 tháng 9 năm 2017. Trong 1 cuộc bầu chọn với sự tham gia của 10000 người trên khắp thế giới trong khoảng từ 25-31/12/2019, Build đã xuất sắc dành vị trí số 1, chỉ hơn W 0.03 điểm. Build cũng được bầu chọn là series hay nhất Heisei Phase 2
Loạt phim thứ 20 cũng là cuối cùng của kỷ nguyên Heisei - Kamen Rider Zi-O - kỷ niệm 20 năm kỷ nguyên Heisei, được công chiếu vào ngày 2 tháng 9 năm 2018. Vào ngày 22 tháng 12 năm 2018, một bộ phim kỷ niệm tất cả các Rider của thời đại Heisei có tựa đề Kamen Rider Heisei Generations Forever được công chiếu tại các rạp chiếu phim Nhật Bản.

### Thời kỳ Lệnh Hòa(Reiwa)
Vào ngày 13 tháng 5 năm 2019, Toei đã đăng ký bản quyền cho Kamen Rider Zero-One (仮面ライダーゼロワン Kamen Raidā Zerowan), công chiếu vào ngày 1 tháng 9 năm 2019. Phần tiếp theo là Kamen Rider Saber (仮面ライダーセイバー/聖刃 Kamen Raidā Seibā) được công chiếu vào ngày 6 tháng 9 năm 2020, tiếp sau đó Kamen Rider Revice (仮面ライダーリバイス Kamen Raidā Ribaisu) lên sóng vào ngày 5 tháng 9 năm 2021. Nhằm kỷ niệm 50 năm loạt phim Kamen Rider, Theo Neon Genesis Evangelion, đạo diễn Hideaki Anno đã được công bố là biên kịch và đạo diễn của phim điện ảnh Shin Kamen Rider (Shin Kamen Raidā), một sự tái hiện của loạt phim gốc năm 1971 và được lên kế hoạch phát hành trong năm 2023.

## Các phần của loạt phim

### Loạt phim chính
| STT chính                        | STT theo thời kỳ  | Tiêu đề              | Số tập            | Thời gian phát sóng                        |  |
| Thời kỳ Chiêu Hoà                | Thời kỳ Chiêu Hoà | Thời kỳ Chiêu Hoà    | Thời kỳ Chiêu Hoà | Thời kỳ Chiêu Hoà                          |  |
| -------------------------------- | ----------------- | -------------------- | ----------------- | ------------------------------------------ |  |
| 1                                | 1                 | Kamen Rider          | 98                | 3 tháng 4 năm 1971 - 10 tháng 2 năm 1973   |  |
| 2                                | 2                 | Kamen Rider V3       | 52                | 17 tháng 2 năm 1973 - 9 tháng 2 năm 1974   |  |
| 3                                | 3                 | Kamen Rider X        | 35                | 16 tháng 2 năm 1974 - 12 tháng 10 năm 1974 |  |
| 4                                | 4                 | Kamen Rider Amazon   | 24                | 19 tháng 10 năm 1974 - 29 tháng 3 năm 1975 |  |
| 5                                | 5                 | Kamen Rider Stronger | 39                | 5 tháng 4 năm 1975 - 27 tháng 12 năm 1975  |  |
| 6                                | 6                 | Kamen Rider Skyrider | 54                | 5 tháng 10 năm 1979 - 10 tháng 10 năm 1980 |  |
| 7                                | 7                 | Kamen Rider Super-1  | 48                | 17 tháng 10 năm 1980 - 3 tháng 10 năm 1981 |  |
| 8                                | 8                 | Kamen Rider Black    | 51                | 4 tháng 10 năm 1987 - 9 tháng 10 năm 1988  |  |
| 9                                | 9                 | Kamen Rider Black RX | 47                | 23 tháng 10 năm 1988 - 24 tháng 9 năm 1989 |  |
| Thời kỳ Bình Thành (Giai đoạn 1) |                   |                      |                   |                                            |  |
| 10                               | 1                 | Kamen Rider Kuuga    | 49                | 30 tháng 1 năm 2000 - 21 tháng 1 năm 2001  |  |
| 11                               | 2                 | Kamen Rider Agito    | 51                | 28 tháng 1 năm 2001 - 27 tháng 1 năm 2002  |  |
| 12                               | 3                 | Kamen Rider Ryuki    | 50                | 3 tháng 2 năm 2002 - 19 tháng 1 năm 2003   |  |
| 13                               | 4                 | Kamen Rider Faiz     | 50                | 26 tháng 1 năm 2003 - 18 tháng 1 năm 2004  |  |
| 14                               | 5                 | Kamen Rider Blade    | 49                | 25 tháng 1 năm 2004 - 23 tháng 1 năm 2005  |  |
| 15                               | 6                 | Kamen Rider Hibiki   | 48                | 30 tháng 1 năm 2005 - 22 tháng 1 năm 2006  |  |
| 16                               | 7                 | Kamen Rider Kabuto   | 49                | 29 tháng 1 năm 2006 - 21 tháng 1 năm 2007  |  |
| 17                               | 8                 | Kamen Rider Den-O    | 49                | 28 tháng 1 năm 2007 - 20 tháng 1 năm 2008  |  |
| 18                               | 9                 | Kamen Rider Kiva     | 48                | 27 tháng 1 năm 2008 - 18 tháng 1 năm 2009  |  |
| 19                               | 10                | Kamen Rider Decade   | 31                | 25 tháng 1 năm 2009 - 30 tháng 8 năm 2009  |  |
| Thời kỳ Bình Thành (Giai đoạn 2) |                   |                      |                   |                                            |  |
| 20                               | 11                | Kamen Rider W        | 49                | 6 tháng 9 năm 2009 - 29 tháng 8 năm 2010   |  |
| 21                               | 12                | Kamen Rider OOO      | 48                | 5 tháng 9 năm 2010 - 28 tháng 8 năm 2011   |  |
| 22                               | 13                | Kamen Rider Fourze   | 48                | 4 tháng 9 năm 2011 - 26 tháng 8 năm 2012   |  |
| 23                               | 14                | Kamen Rider Wizard   | 53                | 2 tháng 9 năm 2012 - 29 tháng 9 năm 2013   |  |
| 24                               | 15                | Kamen Rider Gaim     | 47                | 6 tháng 10 năm 2013 - 28 tháng 9 năm 2014  |  |
| 25                               | 16                | Kamen Rider Drive    | 48                | 5 tháng 10 năm 2014 - 27 tháng 9 năm 2015  |  |
| 26                               | 17                | Kamen Rider Ghost    | 50                | 4 tháng 10 năm 2015 - 25 tháng 9 năm 2016  |  |
| 27                               | 18                | Kamen Rider Ex-Aid   | 45                | 2 tháng 10 năm 2016 - 27 tháng 8 năm 2017  |  |
| 28                               | 19                | Kamen Rider Build    | 49                | 3 tháng 9 năm 2017 - 26 tháng 8 năm 2018   |  |
| 29                               | 20                | Kamen Rider Zi-O     | 49                | 2 tháng 9 năm 2018 - 25 tháng 8 năm 2019   |  |
| Thời kỳ Lệnh Hoà                 |                   |                      |                   |                                            |  |
| 30                               | 1                 | Kamen Rider Zero-One | 45                | 1 tháng 9 năm 2019 - 30 tháng 8 năm 2020   |  |
| 31                               | 2                 | Kamen Rider Saber    | 47                | 6 tháng 9 năm 2020 - 29 tháng 8 năm 2021   |  |
| 32                               | 3                 | Kamen Rider Revice   | 50                | 5 tháng 9 năm 2021 - 28 tháng 8 năm 2022   |  |
| 33                               | 4                 | Kamen Rider Geats    | 49                | 4 tháng 9 năm 2022 - 27 tháng 8 năm 2023   |  |
| 34                               | 5                 | Kamen Rider Gotchard | 50                | 3 tháng 9 năm 2023 - 25 tháng 8 năm 2024   |  |
| 35                               | 6                 | Kamen Rider Gavv     |                   | 1 tháng 9 năm 2024 -                       |  |
| 36                               | 7                 | Kamen Rider Zeztz    |                   |                                            |  |

### Chương trình truyền hình đặc biệt
| Tên chương trình                                      | Năm sản xuất |
| ----------------------------------------------------- | ------------ |
| All Together! Seven Kamen Riders                      | 1976         |
| Immortal Kamen Rider Special                          | 1979         |
| Birth of the 10th! Kamen Riders All Together!!        | 1984         |
| This Is Kamen Rider Black                             | 1987         |
| Kamen Rider 1 through RX: Big Gathering               | 1988         |
| Ultraman vs. Kamen Rider                              | 1993         |
| Kamen Rider Kuuga: First Dream Of The New Year        | 2000         |
| Kamen Rider Agito Special: Another New Transformation | 2001         |
| Kamen Rider Ryuki Special: 13 Riders                  | 2002         |
| Kamen Rider Blade: New Generation                     | 2004         |
| 35th Masked Rider Anniversary File                    | 2006         |
| Kamen Rider G                                         | 2009         |

### Phim điện ảnh
- 1971: Go Go Kamen Rider (Bản phim điện ảnh của tập 13)
- 1972: Kamen Rider vs. Shocker
- 1972: Kamen Rider vs. Ambassador Hell
- 1973: Kamen Rider V3 (Bản phim điện ảnh của tập 2)
- 1973: Kamen Rider V3 vs. the Destron Monsters
- 1974: Kamen Rider X (Bản phim điện ảnh của tập 3)
- 1974: Kamen Rider X: Five Riders vs. King Dark
- 1975: Kamen Rider Amazon (Bản phim điện ảnh của tập 16)
- 1975: Kamen Rider Stronger (Bản phim điện ảnh của tập 7)
- 1980: Kamen Rider: Eight Riders vs. Galaxy King
- 1981: Kamen Rider Super-1
- 1988: Kamen Rider Black: Hurry to Onigashima
- 1988: Kamen Rider Black: Fear! Evil Monster Mansion
- 1989: Kamen Rider: Stay in the World
- 1992: Shin Kamen Rider: Prologue
- 1993: Kamen Rider ZO
- 1994: Kamen Rider J
- 1994: Kamen Rider World
- 2001: Kamen Rider Agito: Project G4
- 2002: Kamen Rider Ryuki: Episode Final
- 2003: Kamen Rider 555: Paradise Lost
- 2004: Kamen Rider Blade: Missing Ace
- 2005: Kamen Rider Hibiki & The Seven Senki
- 2005: Kamen Rider: The First
- 2006: Kamen Rider Kabuto: God Speed Love
- 2007: Kamen Rider Den-O: I'm Born!
- 2007: Kamen Rider: The Next
- 2008: Kamen Rider Den-O & Kiva: Climax Deka
- 2008: Kamen Rider Kiva: King of the Castle in the Demon World
- 2008: Saraba Kamen Rider Den-O: Final Countdown
- 2009: Cho Kamen Rider Den-O & Decade Neo Generations: The Onigashima Warship
- 2009: Kamen Rider Decade: All Riders vs. Dai-Shocker
- 2009: Kamen Rider × Kamen Rider W & Decade: Movie War 2010
  - Kamen Rider Decade: The Last Story
  - Kamen Rider W: Begins Night
  - Movie War 2010
- 2010: Kamen Rider × Kamen Rider × Kamen Rider The Movie: Cho-Den-O Trilogy
  - Episode Red: Zero no Star Twinkle
  - Episode Blue: The Dispatched Imagin is Newtral
  - Episode Yellow: Treasure de End Pirates
- 2010: Kamen Rider W Forever: A to Z/The Gaia Memories of Fate
- 2010: Kamen Rider × Kamen Rider OOO & W Featuring Skull: Movie War Core
  - Kamen Rider Skull: Message for Double
  - Kamen Rider OOO: Nobunaga's Desire
  - Movie War Core
- 2011: OOO, Den-O, All Riders: Let's Go Kamen Riders
- 2011: Kamen Rider OOO Wonderful: The Shogun and the 21 Core Medals
- 2011: Kamen Rider × Kamen Rider Fourze & OOO: Movie War Mega Max
  - Beginning: Fight! Legendary Seven Riders
  - Kamen Rider OOO: Ankh's Resurrection, the Medals of the Future, and the Leading Hope
  - Futo, The Conspiracy Advances: Gallant! Kamen Rider Joker
  - Kamen Rider Fourze: Nade-Shiko Ad-Vent
  - Movie War Mega Max: Gather! Warriors of Glory
- 2012: Kamen Rider × Super Sentai: Super Hero Taisen
- 2012: Kamen Rider Fourze the Movie: Space, Here We Come!
- 2012: Kamen Rider × Kamen Rider Wizard & Fourze: Movie War Ultimatum
  - Kamen Rider Fourze
  - Kamen Rider Wizard
  - Movie War Ultimatum
- 2013: Kamen Rider × Super Sentai × Space Sheriff: Super Hero Taisen Z
- 2013: Kamen Rider Wizard in Magic Land
- 2013: Kamen Rider × Kamen Rider Gaim & Wizard: The Fateful Sengoku Movie Battle
  - Kamen Rider Wizard: The Promised Place
  - Kamen Rider Gaim: Sengoku Battle Royale
- 2014: Kamen Rider × Super Sentai × Space Sheriff: Super Hero Taisen Z
- 2014: Heisei Riders vs. Shōwa Riders: Kamen Rider Taisen feat. Super Sentai
- 2014: Kamen Rider Gaim: Great Soccer Battle! Golden Fruits Cup!
- 2014: Kamen Rider × Kamen Rider Drive & Gaim: Movie War Full Throttle
  - Kamen Rider Gaim: The Advancing Last Stage
  - Kamen Rider Drive: A Challenge from Lupin
  - Movie War Full Throttle
- 2015: Super Hero Taisen GP: Kamen Rider 3
- 2015: Kamen Rider Drive: Surprise Future
- 2015: Kamen Rider × Kamen Rider Ghost & Drive: Super Movie War Genesis
- 2016: Kamen Rider 1
- 2016: Kamen Rider Ghost: The 100 Eyecons and Ghost's Fated Moment
- 2016: Kamen Rider Heisei Generations: Dr. Pac-Man vs. Ex-Aid & Ghost with Legend Riders
- 2017: Kamen Rider × Super Sentai: Ultra Super Hero Taisen
- 2017: Kamen Rider Ex-Aid the Movie: True Ending
- 2017: Kamen Rider Heisei Generations Final: Build & Ex-Aid with Legend Rider
- 2018: Kamen Rider Amazons the Movie: The Last Judgement
- 2018: Kamen Rider Build the Movie: Be the One
- 2018: Kamen Rider Heisei Generations Forever
- 2019: Kamen Rider Zi-O the Movie: Over Quartzer
- 2019: Kamen Rider Reiwa The First Generation
- 2020: Kamen Rider Zero-One the Movie: Real×Time
- 2020: Kamen Rider Saber Theatrical Short Story: The Phoenix Swordsman and the Book of Ruin
- 2021: Saber + Zenkaiger: Super Hero Senki
- 2021: Kamen Rider Revice (short film)
- 2021: Kamen Rider Beyond Generations
- 2022: Kamen Rider Revice the Movie[6][7]
- 2023: Shin Kamen Rider

### V-Cinema
- 1992: Shin Kamen Rider: Prologue
- 1993: Kamen Rider SD – anime
- 2011: Kamen Rider W Returns
  - Kamen Rider Accel
  - Kamen Rider Eternal
- 2015: Kamen Rider Gaim Gaiden
  - Phần 1:
    - Kamen Rider Zangetsu
    - Kamen Rider Baron

  - Phần 2:
    - Kamen Rider Duke
    - Kamen Rider Knuckle

  - Phần 3:
    - Kamen Rider Zangetsu (Stage Show 2019)
    - Kamen Rider Gridon VS Kamen Rider Bravo (2020)
- 2016: Kamen Rider Drive Saga
  - Phần 1:
    - Kamen Rider Chaser

  - Phần 2:
    - Kamen Rider Heart
    - Kamen Rider Mach

  - Phần 3:
    - Kamen Rider Brain (2019)
- 2017: Kamen Rider Ghost Re-Birth: Kamen Rider Specter
- 2018: Kamen Rider Ex-Aid Trilogy: Another Ending
  - Brave & Snipe
  - Para-DX with Poppy
  - Genm vs. Lazer
- 2019: Kamen Rider Build New World
  - Phần 1:
    - Kamen Rider Cross-Z

  - Phần 2:
    - Kamen Rider Grease
- 2020: Kamen Rider Zi-O Next Time
  - Kamen Rider Geiz Majesty
- 2021: Kamen Rider Zero-One Others
  - Kamen Rider Metsuboujinrai
  - Kamen Rider Vulcan & Valkyrie
- 2022: Kamen Rider Saber: Trio of Deep Sin
- 2022: Kamen Rider OOO 10th: Core Medal of Resurrection
- 2023: Revice Forward: Kamen Rider Live & Evil & Demons
- 2024: Kamen Rider Geats: Yamato Awakening

### Hyper Battle video
- 2000: Kamen Rider Kuuga: vs. the Strong Monster Go-Jiino-Da
- 2001: Kamen Rider Agito: Three rider TV-kun Special
- 2002: Kamen Rider Ryuki Hyper Battle: Kamen Rider Ryuki vs. Kamen Rider Agito
- 2003: Kamen Rider 555: The Musical
- 2004: Kamen Rider Blade: Blade vs Blade
- 2005: Kamen Rider Hibiki: Transform Asumu: You can be an Oni too
- 2006: Kamen Rider Kabuto: Birth! Gatack Hyper Form!
- 2007: Kamen Rider Den-O: Singing, Dancing, Great Time!!
- 2008: Kamen Rider Kiva: You Can Also be Kiva
- 2009: Kamen Rider Decade: Protect! The World of TV-Kun
- 2010: Kamen Rider W: Donburi's α/Farewell Recipe of Love
- 2011: Kamen Rider OOO: Quiz, Dance, and Takagarooba!?
- 2012: Kamen Rider Fourze: Rocket Drill States of Friendship
- 2013: Kamen Rider Wizard: Showtime with the Dance Ring
- 2014: Kamen Rider Gaim: Fresh Orange Arms is Born!
- 2015: Kamen Rider Drive Hyper Battle:
  - Type TV-KUN: Hunter & Monster! Chase the Mystery of the Super Thief!
  - Type High Speed! The True Power! Type High Speed is Born!
- 2016: Kamen Rider Ghost Hyper Battle:
  - Ikkyu Eyecon Contention! Quick Wit Battle!!
  - Ikkyu Eyecon! Awaken, My Quick Wit Power!!
  - Truth! The Secret Of Heroes' Eyecons!
- 2017: Kamen Rider Ex-Aid "Tricks"
  - Kamen Rider Lazer
  - Kamen Rider Para-DX
- 2018: Kamen Rider Build
  - Birth! KumaTelevi!! VS Kamen Rider Grease!
  - Kamen Rider Prime Rogue
- 2019: Kamen Rider ZI-O: Kamen Rider Bi Bi Bi no Bibill Geiz
- 2019: Kamen Rider Zero-One: What Will Pop Out of the Kangaroo? Think About It by Yourself! Yes! It must be me, Aruto!
- 2021: Kamen Rider Saber: Gather! Hero! The Explosive Dragon TVKun
- 2022: Kamen Rider Revice: Koala VS Kangaroo!! Do you want to avoid love at the wedding?!
- 2023: Kamen Rider Geats: What the hell?! Desire Grand Prix Full of Men! I'm Ouja!
- 2024: Kamen Rider Gotchard: What's That!? Houtaro and Rinne Switched Places!!

### Phát hành qua Web
- 2015: D-Video Special: Kamen Rider 4
- 2016: Kamen Rider Ghost: Legendary! Riders' Souls!
- 2016–2017: Kamen Rider Amazons
- 2017: Kamen Sentai Gorider
- 2018: Kamen Rider Build: Raising the Hazard Level ~7 Best Matches~
- 2019: Kamen Rider Zi-O Spin-off
  - Rider Time: Kamen Rider Shinobi
  - Rider Time: Kamen Rider Ryuki
  - Rider Time: Kamen Rider Zi-O VS Decade -7 of Zi-O!-
  - Rider Time: Kamen Rider Decade VS Zi-O -Decade Mansion's Death Game-
- 2021: Kamen Rider Saber Spin Off: Swordsmen Chronicles
- 2021: Kamen Rider Genms -The Presidents-
- 2021: Kamen Rider Saber × Ghost
- 2021: Kamen Rider Specter × Blades
- 2022: Kamen Rider Revice: The Mystery
- 2022: Kamen Rider Genms -Smart Brain and the 1000% Crisis-
- 2022: Revice Legacy
  - Revice Legacy: Kamen Rider Vail
  - Phần 2
  - Phần 3
- 2022: Kamen Rider Black Sun
- 2022-? Kamen Rider Outsider

### Khác
- 2016: The Legend of Hero Alain
- 2017: Kamen Rider Snipe: Episode ZERO
- 2018: ROGUE
- 2020: Project Thouser
- 2021: Kamen Rider Saber Spin-Off: Sword of Logos Saga
- 2022: DEAR GAGA

## Phát hành trên thế giới

### Đài Loan
Vào năm 1975 - 1976, Công ty Tungstar tại Đài Loan đã sản xuất một loạt Super Riders dựa trên phiên bản Nhật.
- 1975: Super Rider V3 dựa trên Kamen Rider V3
- 1976: Five Of Super Rider dựa trên Kamen Rider X
- 1976: The Super Riders dựa trên Kamen Rider vs. Shocker and Kamen Rider vs. Ambassador Hell

### Hoa Kỳ
Vào năm 1995, Saban đã sản xuất loạt Masked Rider đầu tiên của Mỹ sau khi thành công khi chuyển thể Super Sentai thành Power Rangers và Metal Hero Series (VR Troopers và Beetleborgs). Năm 2009, một bộ phim mới, được sản xuất bởi Michael và Steve Wang, đã được phát sóng: Kamen Rider: Dragon Knight, được chuyển thể từ Kamen Rider Ryuki. Mặc dù nó đã bị hủy trước khi kết thúc hoạt động hợp tác, nó đã giành giải Emmy đầu tiên cho Điều phối diễn viên đóng thế xuất sắc tại Lễ trao giải Emmy lần thứ 37.

### Thái Lan
Năm 1975, Chaiyo Productions đã thực hiện một bộ phim Rider không chính thức mang tên Hanuman and the Five Riders, sử dụng các cảnh quay gốc về nhân vật Hanuman của Chaiyo, được ghép với các cảnh quay từ bộ phim Five Riders vs. King Dark. Tuy nhiên, Chaiyo đã tiếp tục sản xuất mà không có sự cho phép của Toei do đó tính hợp pháp của bộ phim là không rõ ràng.

### Việt Nam
Cũng như đối với Super Sentai, hầu hết các loạt phim Kamen Rider đều được cộng đồng mạng phụ đề tiếng Việt và đăng tải trên internet vi phạm bản quyền công khai. BH Media (BH Kids) là đơn vị vi phạm bản quyền khi công khai đăng phim lên YouTube và chặn IP Nhật Bản nhằm tránh bị Toei phát hiện; không chỉ vậy BH Kids còn lấy bản sub của các nhóm fansub để thực hiện thuyết minh cho những tập phim trên youtube trái phép.
Một số loạt phim của Kamen Rider được chiếu trên kênh VTC9 - Let's Viet đều thuyết minh từ bản lồng tiếng của Thái Lan, điển hình như Kamen Rider Kiva dưới tựa đề là "Cuộc chiến quái vật (phần I)", Kamen Rider Kuuga được gọi là "Cuộc chiến quái vật (phần II)" ,"Cuộc chiến quái vật (phần III)" là Kamen Rider Agito, và "Cuộc chiến quái vật (phần IV) là Kamen Rider Decade, Kamen Rider Den-O với tên gọi "Con tàu vượt thời gian".
Vào năm 2022, Skyline Media đã mua bản quyền bộ phim Kamen Rider Geats: Battle Royale và mua thêm bản quyền Kamen Rider Zero-One, Saber, Revice, Geats, với FPT Play chiếu Kamen Rider Zero-One, và MyTV chiếu Kamen Rider Zero-One, Saber, Revice, Geats.

## Tạo hình nhân vật
Hầu hết các Rider trong bộ phim thuộc thời kì Shōwa đều có hình dáng châu chấu (dế). Áo giáp với hình dáng cặp mắt to như châu chấu (dế) sớm trở thành biểu tượng đi cùng các Kamen Rider. Trong thời kì Heisei có sự bùng nổ các kiểu côn trùng khác và một vài sự kiện với các chủ đề về các loài động vật, các ký tự Hy Lạp, card thay đổi trang phục, và các dụng cụ âm thanh biến hình.

## Đòn kết liễu của Rider
Cuộc chiến về kỹ thuật làm phim giữa các phần của Kamen Rider còn sót lại những khẩu hiệu như "Rider Kick" trở nên nổi tiếng như là dấu ấn chiêu thức cho các Kamen Rider. Mặc dù không có Kamen Rider nào thuộc thế hệ Heisei trước Kamen Rider Kabuto có đòn kết liễu mang tên Rider Kick, nhưng khẩu hiệu vẫn đính kèm cho từng phần của phim Kamen Rider. Ngoài ra còn các khẩu hiệu khác như Rider Chop, Rider Punch, Rider Slash, Rider Shooting và Rider Sting, Rider Cutting.

## Doanh thu
| Giai đoạn                  | Doanh thu                      |
| -------------------------- | ------------------------------ |
| 04/1971 - 02/1976          | 50,000,000,000 yên Nhật        |
| 01/1976 - 03/2005          | ?                              |
| Bandai Namco (2005 - 2019) | 277,400,000,000 yên Nhật (Yên) |
| 2005 - 2006 (đồ chơi)      | 6,500,000,000 yên Nhật         |
| 2006 - 2007 (đồ chơi)      | 7,100,000,000 yên Nhật         |
| 2007-2008                  | 13,100,000,000 yên Nhật        |
| 2008-2009                  | 10,400,000,000 yên Nhật        |
| 2009-2010                  | 20,000,000,000 yên Nhật        |
| 2010-2011                  | 26,400,000,000 yên Nhật        |
| 2011-2012                  | 31,900,000,000 yên Nhật        |
| 2012-2013                  | 34,000,000,000 yên Nhật        |
| 2013-2014                  | 30,700,000,000 yên Nhật        |
| 2014-2015                  | 26,200,000,000 yên Nhật        |
| 2015-2016                  | 18,600,000,000 yên Nhật        |
| 2016-2017                  | 22,300,000,000 yên Nhật        |
| 2017-2018                  | 26,400,000,000 yên Nhật        |
| 04/2018 - 03/2019          | 29,300,000,000 yên Nhật        |
| 04/2019 - 12/2019          | 24,500,000,000 yên Nhật        |
| Tổng                       | 327,400,000,000 yên Nhật (Yên) |

### TV Asahi
- Kamen Rider Zero-One
- Kamen Rider Zi-O
- Kamen Rider Build
- Kamen Rider Ex-Aid
- Kamen Rider Ghost
- Kamen Rider Drive
- Kamen Rider Gaim
- Kamen Rider Wizard
- Kamen Rider Fourze
- Kamen Rider OOO
- Kamen Rider W
- Kamen Rider Decade
- Kamen Rider Kiva
- Kamen Rider Den-O
- Kamen Rider Kabuto
- Kamen Rider Hibiki
- Kamen Rider Blade
- Kamen Rider 555
- Kamen Rider Ryuki

### Toei
- Kamen Rider Zi-O
- Kamen Rider Build
- Kamen Rider Amazons Season 2
- Kamen Rider Ex-Aid
- Kamen Rider Amazons
- Kamen Rider Ghost
- Kamen Rider Drive
- Kamen Rider Gaim
- Kamen Rider Wizard
- Kamen Rider Fourze
- Kamen Rider OOO
- Kamen Rider W
- Kamen Rider Decade
- Kamen Rider Kiva
- Kamen Rider The Next
- Kamen Rider Den-O
- Kamen Rider Kabuto
- Kamen Rider The First
- Kamen Rider Hibiki
- Kamen Rider Blade
- Kamen Rider 555
- Kamen Rider Ryuki
- Kamen Rider Agito
- Kamen Rider series on DVD
- Toei International Special Content: Kamen Rider Series

### Bandai
- Kamen Rider Ghost
- Kamen Rider Drive
- Kamen Rider Gaim
- Kamen Rider Wizard
- Kamen Rider Fourze
- Kamen Rider OOO
- Kamen Rider W
- Kamen Rider Decade

### Khác
- Igadevil's Kamen Rider Page - Fansite with information and photos on Kamen Rider TV series, movies, and much more.
- Ishimori@Style – Shotaro Ishinomori with Ishimori Productions Official Website
- Toei Kyoto Studio Park – A theme park with official events, exhibitions and shops related to the Kamen Rider series
- Bandai Korea's Kamen Rider site – The site's look changes when the next series premieres in Korea